# Stefan Turczak
Stefan Wasylowicz Turczak (ukr. Стефан Васильович Турчак, ur. 28 lutego 1938 w Maćkowicach, zm. 23 października 1988 w Kijowie) – ukraiński dyrygent, Ludowy Artysta ZSRR.
Ukończył Konserwatorium lwowskie, gdzie studiował u Mykoly Kołessy.
W latach 1960–1962 był dyrygentem Opery Lwowskiej, a w latach 1963–1966 i 1973–1977 był dyrygentem Państwowej Orkiestry Symfonicznej USRR, w latach 1967–1973 i 1977–1988 dyrygentem Opery kijowskiej. Od roku 1966 był wykładowcą konserwatorium kijowskiego.
Od roku 1994 w Kijowie odbywa się co 4 lata narodowy konkurs dyrygentów im. Turczaka.